# Cordillera Real
16°39′14″S 67°47′05″V / 16.65389°S 67.78472°V
Cordillera Real er en bjergkæde beliggende i Sydamerikas Altiplano i Bolivia. Bjergkæden er en del af den større bjergkæde Andesbjergene. 
Cordillera Real består af foldebjerge, der hovedsagelig består af granit. Bjergkæden er beliggende sydøst for Titicacasøen og øst for Bolivias hovedstad La Paz og rækker 125 km i længden og 20 km i bredden. På trods af, at bjergkæden er beliggende kun 17° syd for ækvator, er Cordillera Real forholdsvis tæt dækket af gletsjere, hvilket skyldes det nærliggende Amazonas, der sender fugtig luft mod bjergmasserne.

## Bjerge
Det højeste bjerg i bjergkæden er Illimani med 6438 m.o.h.. Andre notable tinder er:
| - Janq'u Uma, 6427 m - Illampu, 6368 m - Layqa Qullu, 6166 m - Ch'iyar Juqhu, 6127 m - Wayna Potosí, 6088 m - Chachakumani, 6074 m - Pico del Norte, 6070 m - Khunu Tawa, 5981 m - Mamaniri, 5970 m - Qullu Wich'inka, 5970 m - Wayna Illampu, 5950 m - Qutaña (Pico Schulze), 5933 m - Janq'u Piti, 5918 m - Qillwani, 5912 m - Pirámide, 5906 m - Kimsa Qullu, 5893 m - Qalsata, 5874 m - Mururata, 5871 m - Laram Quta, 5840 m - Q'asiri, 5828 m - Uma Jalanta, 5723 m - Kunturiri, 5648 m - Wila Lluxi, 5596 m - Phaq'u Kiwuta, 5589 m - Chuyma Ch'iyara, 5578 m - Sirk'i Qullu, 5546 m - Janq'u Laya, 5545 m - Warawarani, 5542 m - Wiluyu Janq'u Uma, 5540 m - Yapuchañani, 5526 m - Llamp'u, 5519 m - Janq'u Uyu, 5512 m - Jisk'a Pata, 5508 m - Milluni, 5483 m - Patapatani, 5452 m - Chiqapa, 5450 m - Silla Pata, 5442 m - Pulpituna, 5426 m - Jach'a Pata, 5424 m - Chacaltaya, 5421 m - Jathi Qullu, 5421 m - Nasa Q'ara, 5416 m - Ch'iyar Qullu, 5398 m - Mullu Apachita, 5368 m - Ch'iyar Qirini, 5363 m - Jach'a T'uxu, 5358 m - Mik'aya, 5342 m - Tilata, 5336 m - Qala Uyu, 5324 m - Wak'ani, 5321 m - Wila Jisk'a Pata, 5310 m - Qutapata, 5300 m - Jach'a Qullu, 5298 m - Qutapata, 5288 m - Wari Umaña, 5264 m - Jist'aña, 5260 m - Kuntur Jipiña, 5260 m - Wila Wilani, 5250 m - Wila Lluxita, 5244 m | - Wila Wila, 5240 m - Q'asiri, 5224 m - Churu, 5200 m - Janq'u K'ark'a, 5200 m - Waxra Apachita, 5200 m - Jach'a Juqhu, 5192 m - Imilla Apachita, 5184 m - Aqhuya Aqhuyani, 5164 m - Kunturiri, 5160 m - Maman Quta, 5160 m - Ch'iyar Qullu, 5112 m - Mich'ini, 5100 m - Wawanaki, 5100 m - Ch'iyar T'ikhi, 5092 m - Japu Japuni, 5088 m - Qala T'uxu, 5076 m - Nasa Q'ara, 5064 m - Turini, 5064 m - Wari Qalluni Pata, 5064 m - P'iq'iñ Q'ara, 5059 m - Kimsa Chata, 5056 m - Lapuchu, 5054 m - Pallqa K'ark'a, 5046 m - Janq'u K'ark'a, 5038 m - Wila Quta, 5032 m - Larama Punta, 5028 m - Wila Lluxita, 5020 m - Quña Quñani, 5006 m - Wila Kunka Pata, 5002 m - Tira K'ark'a, 4974 m - Milluni, 4968 m - Q'ulini, 4968 m - Q'ara Qullu, 4956 m - Salla Jipiña, 4944 m - Wanakuni, 4944 m - Jach'a Pata, 4940 m - Ñuñuni Qalani, 4940 m - Wisk'achani, 4940 m - Taypi K'uchu, 4928 m - Parqu Quta, 4910 m - Jisk'a Turini, 4905 m - Q'iya Q'iyani, 4898 m - Qullqi Chata, 4876 m - Ch'iyar Qullu, 4875 m - Jamp'aturi, 4871 m - Ch'uñawi, 4846 m - Uyu K'uchu, 4800 m - Wallata Qalluni, 4795 m - Qala Wathiyani, 4794 m - Sura Qullu, 4752 m - Wari Wachana, 4745 m - Wich'u Apachita, 4708 m - Q'iya Q'iyani, 4704 m - Inka, c. 4700 m - Sankayuni, 4646 m - Chankuni, 4638 m - Janq'u Qalani, 4592 m - Ullumani, 4428 m |